# Оркениет
Оркениет (каз. Өркениет) — село в Мактааральском районе Туркестанской области Казахстана. Входит в состав Мактааральского сельского округа. Код КАТО — 514477580.

## Население
В 1999 году население села составляло 352 человека (169 мужчин и 183 женщины). По данным переписи 2009 года, в селе проживало 1357 человек (663 мужчины и 694 женщины).